# Àcid selènic
L'àcid selènic és el compost químic amb la fórmula química H
2SeO
4. És un oxoàcid de seleni, i la seva estructura es pot escriure més acuradament com (HO)
2SeO
2.
Com està predit per la teoria VSEPR, el centre de seleni és tetrahèdric, amb la llargada de l'enllaç Se–O de 161 pm. En estat sòlid cristal·litza en estructura ortoròmbica.

## Preparació
Degut a la inestabilitat del triòxid de seleni, no és pràctic sintetitzar l'àcid selènic dissolent eltriòxid de seleni en aigua, al contrari de la síntesi d'àcid sulfúric el qual es pot preparar dissolent el triòxid de sofre en aigua. En lloc d'això es pot preparar oxidant els compostos de seleni en estats d'oxidació més baixos.
SeO
2 + H
2O
2 → H
2SeO
4
o bé:
Se + 4 H
2O + 3 Cl
2 → H
2SeO
4 + 6 HCl

## Química
Com l'àcid sulfúric, l'àcid selènic és un àcid fort i molt soluble en aigua. Les solucions concentrades són viscoses.
L'àcid selènic és un oxidant més fort que l'àcid sulfúric, capaç d'alliberar clor dels ions clorur:
H
2SeO
4 + 2 H+
 + 2 Cl−
 → H
2SeO
3 + H
2O + Cl
2

## Aplicacions
Es fa servir l'àcid selènic com a reactiu per alcaloides i com a agent oxidant.